# São Pedro (Torres Novas)
A Freguesia de São Pedro (oficialmente, Freguesia de Torres Novas (São Pedro)) foi uma freguesia portuguesa do Município de Torres Novas, que tinha 9,30 km² de área e 5 466 habitantes (2011), e, por isso, uma densidade populacional de 587,7 hab/km².
Foi extinta (agregada) pela reorganização administrativa de 2012/2013, sendo o seu território integrado na União das Freguesias de Torres Novas (São Pedro), Lapas e Ribeira Branca.

## População
| População da freguesia de Torres Novas (São Pedro) | População da freguesia de Torres Novas (São Pedro) | População da freguesia de Torres Novas (São Pedro) | População da freguesia de Torres Novas (São Pedro) | População da freguesia de Torres Novas (São Pedro) | População da freguesia de Torres Novas (São Pedro) | População da freguesia de Torres Novas (São Pedro) | População da freguesia de Torres Novas (São Pedro) | População da freguesia de Torres Novas (São Pedro) | População da freguesia de Torres Novas (São Pedro) | População da freguesia de Torres Novas (São Pedro) | População da freguesia de Torres Novas (São Pedro) | População da freguesia de Torres Novas (São Pedro) | População da freguesia de Torres Novas (São Pedro) | População da freguesia de Torres Novas (São Pedro) |
| -------------------------------------------------- | -------------------------------------------------- | -------------------------------------------------- | -------------------------------------------------- | -------------------------------------------------- | -------------------------------------------------- | -------------------------------------------------- | -------------------------------------------------- | -------------------------------------------------- | -------------------------------------------------- | -------------------------------------------------- | -------------------------------------------------- | -------------------------------------------------- | -------------------------------------------------- | -------------------------------------------------- |
| 1864                                               | 1878                                               | 1890                                               | 1900                                               | 1911                                               | 1920                                               | 1930                                               | 1940                                               | 1950                                               | 1960                                               | 1970                                               | 1981                                               | 1991                                               | 2001                                               | 2011                                               |
| 1 482                                              | 1 695                                              | 1 894                                              | 2 129                                              | 2 390                                              | 2 405                                              | 2 670                                              | 2 949                                              | 3 339                                              | 3 768                                              | 4 225                                              | 5 114                                              | 6 088                                              | 5 708                                              | 5 466                                              |

| Distribuição da População por Grupos Etários | Distribuição da População por Grupos Etários | Distribuição da População por Grupos Etários | Distribuição da População por Grupos Etários | Distribuição da População por Grupos Etários | Distribuição da População por Grupos Etários | Distribuição da População por Grupos Etários | Distribuição da População por Grupos Etários | Distribuição da População por Grupos Etários | Distribuição da População por Grupos Etários |
| -------------------------------------------- | -------------------------------------------- | -------------------------------------------- | -------------------------------------------- | -------------------------------------------- | -------------------------------------------- | -------------------------------------------- | -------------------------------------------- | -------------------------------------------- | -------------------------------------------- |
| Ano                                          | 0-14 Anos                                    | 15-24 Anos                                   | 25-64 Anos                                   | > 65 Anos                                    |                                              | 0-14 Anos                                    | 15-24 Anos                                   | 25-64 Anos                                   | > 65 Anos                                    |
| 2001                                         | 777                                          | 860                                          | 3 039                                        | 1 032                                        |                                              | 13,6%                                        | 15,1%                                        | 53,2%                                        | 18,1%                                        |
| 2011                                         | 737                                          | 561                                          | 2884                                         | 1284                                         |                                              | 13,5%                                        | 10,3%                                        | 52,8%                                        | 23,5%                                        |

Média do País no censo de 2001:  0/14 Anos-16,0%; 15/24 Anos-14,3%; 25/64 Anos-53,4%; 65 e mais Anos-16,4%
Média do País no censo de 2011:   0/14 Anos-14,9%; 15/24 Anos-10,9%; 25/64 Anos-55,2%; 65 e mais Anos-19,0%

## Património
- Igreja do Carmo
- Igreja de São Pedro

## Localidades
- Alcorriol
- Carvalhal de Aroeira
- Rodrigos